# Thailand Premier League 2006
Die Saison 2006 der Thailand Premier League wurde erstmals mit zwölf Mannschaften ausgetragen. Zur Saison 2005 waren es noch zehn Mannschaften, welche am Spielbetrieb teilnahmen. Somit gab es vier Aufsteiger zur Saison 2006. Zwei Teams kamen aus der Thailand Division 1 League, welche zur FAT gehört und zwei weitere Mannschaften kamen aus der Thailand Provincial League, welche zur SAT gehört.
Diese einzelnen Reformschritte waren und sind notwendig, um in Thailand nach und nach professionellere Strukturen zu schaffen.
2006 fand die Premier League auch das erste Mal unter ihrem neuen offiziellen Namen Thailand Premier League statt.
Zum ersten Mal in seiner Geschichte wurde 2006 der FC Bangkok University Meister.

## Vereine der Saison 2006
| Teilnehmer |
| - FC Bangkok Bank - FC Bangkok University - BEC Tero Sasana - FC Chonburi (Aufsteiger aus der Thailand Provincial League) - FC Krung Thai Bank - FC Osotspa M-150 - FC Port Authority of Thailand - FC Provincial Electricity Authority - FC Royal Thai Army (Aufsteiger aus der Division 1) - FC Suphanburi (Aufsteiger aus der Thailand Provincial League) - FC Thai Honda (Aufsteiger aus der Division 1) - FC Thailand Tobacco Monopoly |

## Abschlusstabelle Saison 2006
| Pl. | Verein                        | Sp. | S  | U  | N  | Tore    | Diff. | Punkte |
| --- | ----------------------------- | --- | -- | -- | -- | ------- | ----- | ------ |
| 1. | FC Bangkok University         | 22  | 11 | 6  | 5  | 025:170 | +8    | 39     |
| 2. | FC Osotspa M-150              | 22  | 10 | 8  | 4  | 035:200 | +15   | 38     |
| 3. | BEC Tero Sasana               | 22  | 9  | 9  | 4  | 032:140 | +18   | 36     |
| 4. | FC Thailand Tobacco Monopoly  | 22  | 9  | 8  | 5  | 030:240 | +6    | 35     |
| 5. | FC Bangkok Bank               | 22  | 10 | 4  | 8  | 026:280 | −2    | 34     |
| 6. | FC Royal Thai Army            | 22  | 7  | 9  | 6  | 031:380 | −7    | 30     |
| 7. | FC Port Authority of Thailand | 22  | 7  | 7  | 8  | 021:280 | −7    | 28     |
| 8. | FC Chonburi                   | 22  | 5  | 12 | 5  | 029:280 | +1    | 27     |
| 9. | FC Krung Thai Bank            | 22  | 5  | 10 | 7  | 022:260 | −4    | 25     |
| 10. | PEA                           | 22  | 6  | 4  | 12 | 023:320 | −9    | 22     |
| 11. | FC Thai Honda                 | 22  | 4  | 9  | 9  | 023:260 | −3    | 21     |
| 12. | FC Suphanburi                 | 22  | 4  | 4  | 14 | 018:340 | −16   | 16     |
| Ermittlung des Tabellenplatzes einer Mannschaft bei Punktgleichheit: 1. Direkter Vergleich; 2. Tordifferenz; 3. erzielte Tore |                               |     |    |    |    |         |       |        |

## Kor Royal Cup
Der Kor Royal Cup wurde zum Ende der Saison als Supercup zwischen dem Meister und Vizemeister ausgetragen.
2006 wurde der Pokal zwischen FC Osotspa M-150 und dem Meister FC Bangkok University ausgetragen.
Dabei behielt am Ende der Vizemeister die Oberhand und gewann mit 2:1.

## Queen’s Cup
Zweitligist FC Royal Thai Navy sorgte für die Überraschung, als sie die 32. Ausgabe des Queen’s Cup gewinnen konnten.
Im Finale konnten sie den Erstligisten FC Krung Thai Bank mit 1:0 bezwingen.

## Kontinentale Wettbewerbe
Meister FC Thailand Tobacco Monopoly und Vizemeister Provincial Electricity Authority waren qualifiziert für die AFC Champions League. Sie wurden jedoch vom Wettbewerb ausgeschlossen, da beide Vereine ihre Kader zu spät gemeldet hatten. Es gab allerdings auch Gerüchte, dass beide Vereine aus Kostengründen nicht am Wettbewerb hätten teilnehmen können.
Der FC Chonburi erreichte bei seiner ersten Teilnahme das Finale des Singapore Cups, verlor dort aber mit 2:3 nach Verlängerung gegen die Tampines Rovers. Der FC Provincial Electricity Authority nahm ebenfalls am Singapore Cup teil, schied jedoch bereits in der ersten Runde gegen Woodlands Wellington aus.

## Auszeichnungen des Jahres 2006

### Trainer des Jahres
- Somchai Subpherm – FC Bangkok University

### Spieler des Jahres
- Punnarat Klinsukon – FC Bangkok University

### Torschützenkönig
- Pipat Thonkanya – BEC Tero Sasana (12 Tore)